# Thomas Løvold
Thomas Løvold (* 27. Januar 1982 in Oslo) ist ein norwegischer Curler.
Bei der Curling-Europameisterschaft 2009 in Aberdeen war Løvold als Alternate im Team mit Skip Thomas Ulsrud, Third Torger Nergård, Second Christoffer Svae, Lead Håvard Vad Petersson und gewann die Bronzemedaille. Die Round Robin hatte das Team noch als Erster abgeschlossen, verlor danach aber das Page-Playoff-Spiel gegen Schweden und das Halbfinale gegen Schottland.
Mit demselben Team konnte er bei den Olympischen Winterspielen 2010 in Vancouver die Silbermedaille gewinnen. Im Halbfinale bezwangen sie dabei das Schweizer Team um Skip Markus Eggler mit 7:5. Im Finalspiel unterlagen sie jedoch der kanadischen Mannschaft mit Skip Kevin Martin mit 3:6.
2010 gewann er nach einer Bronzemedaille bei der Weltmeisterschaft 2009 mit dem von Torger Nergård geskippten Team auf der Position des Third die Silbermedaille, nachdem das Team sich im Finale der kanadischen Mannschaft von Kevin Koe geschlagen geben musste.
Bei der Europameisterschaft 2011 gewann er mit dem Team von Thomas Ulsrud die Goldmedaille. Bei der Europameisterschaft 2012 konnte die norwegische Mannschaft mit Løvold als Ersatzspieler wieder das Finale einziehen. Die Titelverteidigung misslang jedoch, da das schwedische Team von Niklas Edin mit 8:5 gewann.